# Diocesi di Bisica
La diocesi di Bisica (in latino Dioecesis Bisicensis) è una sede soppressa e sede titolare della Chiesa cattolica.

## Storia
Bisica, identificabile con Henchir-Bijga in Tunisia, è un'antica sede episcopale della provincia romana dell'Africa Proconsolare, il cui primate era il vescovo di Cartagine.
Sono due i vescovi documentati di questa sede. Tra i vescovi presenti alla conferenza di Cartagine del 411, che vide riuniti assieme i vescovi cattolici e donatisti dell'Africa, partecipò Felix plebis Bisicensis, il quale dichiarò di non avere competitori donatisti nella sua diocesi; infatti, secondo Vittore di Tabbora, il vescovo donatista era appena deceduto.
Il secondo vescovo è Valentinianus gratia Dei episcopus sanctae ecclesiae Visicensis, che fu uno dei firmatari della lettera indirizzata dai vescovi della Bizacena nel 646 al patriarca Paolo di Costantinopoli.
Dal 1933 Bisica è annoverata tra le sedi vescovili titolari della Chiesa cattolica; dal 15 novembre 2021 il vescovo titolare è Jan Glapiak, vescovo ausiliare di Poznań.

## Cronotassi

### Vescovi
- Felice † (menzionato nel 411)
- Valentiniano † (menzionato nel 646)

### Vescovi titolari
- Beato Manuel Borras y Ferré † (19 aprile 1934 - 12 agosto 1936 deceduto)
- Francis Xavier Zhao Zhen-sheng, S.I. † (2 dicembre 1937 - 11 aprile 1946 nominato vescovo di Xianxian)
- Francisco Prada Carrera, C.M.F. † (3 settembre 1946 - 17 gennaio 1957 nominato vescovo di Uruaçu)
- Walter William Curtis † (27 giugno 1957 - 23 settembre 1961 nominato vescovo di Bridgeport)
- Francis Edward Hyland † (11 ottobre 1961 - 31 gennaio 1968 deceduto)
- Jayme Henrique Chemello (11 febbraio 1969 - 1º settembre 1977 nominato vescovo di Pelotas)
- Gustavo Girón Higuita, O.C.D. (8 febbraio 1990 - 29 ottobre 1999 nominato vescovo di Tumaco)
- Jan Franciszek Wątroba (20 aprile 2000 - 14 giugno 2013 nominato vescovo di Rzeszów)
- Andrew Harmon Cozzens (11 ottobre 2013 - 18 ottobre 2021 nominato vescovo di Crookston)
- Jan Glapiak, dal 15 novembre 2021